# Съмнър (окръг, Канзас)
Окръг Съмнър (на английски: Sumner County) е окръг в щата Канзас, Съединени американски щати. Площта му е 3069 km², а населението - 24 797 души. Административен център е град Уелингтън.